# 松伏砂丘
松伏砂丘（まつぶしさきゅう）は、埼玉県北葛飾郡松伏町田中地区に所在する河畔砂丘。中川低地の河畔砂丘群の1つである。

## 概要
松伏砂丘は河畔砂丘（内陸砂丘）に区分される砂丘群である。砂丘は旧利根川（現：大落古利根川）の東岸（左岸）沿いに北葛飾郡松伏町田中の滑走斜面側に所在し、藤塚砂丘の南方の河川蛇行部に位置している。2列の河畔砂丘が発達しており、Ⅰは長さ450 m・幅50 mで砂丘上に靜栖寺が位置し、Ⅱは長さ320 m・幅50 mとなっている。いずれの砂丘も小規模で直線状の平面形態となっており、古利根川の蛇行の開始地点より南西へ向かい発達している。高さ（周辺の低地との比高）は現地調査では約2 mであり、国土基本図（1/5000）からはその比高は確認できない。
砂質としては構成鉱物や構成比は他の河畔砂丘と比較しほぼ同様となっているが、地表下2.3 mの水成層では角閃石の割合が多く、地表下2.6 mの水成層では普通輝石と磁鉄鉱が多くなっている。また、全砂粒分析では砂岩・チャート片が他の河畔砂丘に比べ多くなっている。風成の砂層は地表下2.1 mまでの淘汰がよく岩相変化に乏しい中粒砂層となっており、粒径の平均値は1.69φ・淘汰度の平均は0.62である。淘汰度は他の砂丘に比べ大きくなっている。地表下2.2 mからの水成層の砂の粒径の平均値は1.79φ・淘汰度の平均は0.80となっており、地表下2.2 mでは砂層がやや泥質となって淘汰が悪くなり、地表下2.6 mでは泥質の砂層になり、地表下2.7 mでシルト層になる。
なお、所在地の「田中」はもとは大字松伏の小字であり、今日では1975年（昭和50年）から1989年（平成元年）にかけて田中土地区画整理事業の行われた地区名（田中１丁目 - ３丁目）にもなっている。

## 周辺
- 大落古利根川
- 埼玉県道10号春日部松伏線
- 松伏神社
- 静栖寺
- 松伏町立松伏第二小学校
- 埼玉県道19号越谷野田線